# Kajirus
Dans la série de romans de science-fiction Gor, écrits par John Norman, le terme kajirus désigne, en langage goréen, l'esclave de sexe masculin. 
Dans le monde de Gor, les kajiri (pluriel de kajirus) sont beaucoup moins nombreux que les kajirae (pluriel de kajira), leurs homologues de sexe féminin. En effet, dans la société patriarcale de Gor, les hommes ne peuvent que rarement être apprivoisés. Et s'ils le sont, ils restent considérés comme dangereux. Leur valeur d'esclave ne dépasse guère celle d'une main-d'œuvre peu qualifiée, qu'il convient de laisser en permanence sous la surveillance d'une garde armée. 
Lorsqu'un homme est vaincu à la guerre et n'est pas laissé libre, il est en effet plus souvent tué que réduit à l'esclavage, contrairement aux femmes qui, elles, deviennent esclaves.

## Le kajirus comme esclave sexuel
Quand une femme libre utilise un kajirus à des fins sexuelles, il est généralement enchaîné afin de l'empêcher de la prendre dans ses bras - car cela serait prétexte à l'exercice d'une forme de domination masculine pendant le rapport sexuel.
Les femmes libres s'abstiennent d'embrasser leur kajirus pendant le rapport sexuel, de peur de souiller leurs lèvres en les accolant à une quelconque partie du corps d'un vulgaire esclave.
Très peu de femmes libres et riches possèdent un kajirus à des fins sexuelles. Qui plus est, il leur est interdit d'avoir un rapport sexuel avec un kajirus dont elles ne seraient pas propriétaires (contrairement aux hommes, qui ont toute liberté sur les kajirae).
Les kajiri à usage sexuel sont généralement méprisés par les hommes libres de Gor, et leur mode d'esclavage est souvent considéré comme étant contre nature.